# 大金刚64
《大金刚64》是一款由Rare公司制作、任天堂发行的冒险类平台遊戲。本游戏最初于1999年11月24日在北美地区任天堂64发行。沒有發Wii的Virtual Console版，再于2015年在Wii U的Virtual Console再版。
《大金刚64》与《超級瑪利歐64》和《班卓熊大冒险》类似，是一个3D冒险的平台类游戏。游戏中共有5个角色可供选择，其中每个角色具有各自独特的能力。
GameRankings给予本游戏86.74%的分数。